# Super Bowl III

Super Bowl III spelades den 12 januari 1969 på Miami Orange Bowl. AFL-mästarna New York Jets slog NFL-mästarna Baltimore Colts med 16-7. Det var första gången namnet Super Bowl användes, och första gången som AFL-mästaren vann matchen.